# Списъци с филмите на „Уолт Дисни Студиос“
Следват списъци с филмите на Уолт Дисни Студиос по десетилетия:

## Списъци
- Списък с филмите на Уолт Дисни Студиос (1937 – 1959)
- Списък с филмите на Уолт Дисни Студиос (1960 – 1979)
- Списък с филмите на Уолт Дисни Студиос (1980 – 1989)
- Списък с филмите на Уолт Дисни Студиос (1990 – 1999)
- Списък с филмите на Уолт Дисни Студиос (2000 – 2009)
- Списък с филмите на Уолт Дисни Студиос (2010 – 2019)
- Списък с филмите на Уолт Дисни Студиос (2020 – 2029)